# ایندین ریور شورز (فلوریدا)
ایندین ریور شورز (به انگلیسی: Indian River Shores) شهرکی در شهرستان ایندین ریور ایالت فلوریدا است که در سال ۱۹۵۳ بنیان‌گذاری شده‌است. این شهرک طبق سرشماری سال ۲۰۱۰ میلادی، ۳٬۹۰۱ نفر جمعیت داشته و مساحت آن نیز ۱۸٫۵ کیلومتر مربع است.